# یانگ هی-کیونگ
یانگ هی-کیونگ (کره‌ای: 양희경؛ زادهٔ ۳ دسامبر ۱۹۵۴) بازیگر اهل کره جنوبی است.

## فیلم‌شناسی
- منتخب فیلم‌شناسی
- سانگ دو! بیا بریم مدرسه
- خانواده جدید
- تو کیستی: مدرسه ۲۰۱۵